# Rów (województwo zachodniopomorskie)
Rów (niem. Rufen) – wieś w Polsce położona w województwie zachodniopomorskim, w powiecie myśliborskim, w gminie Myślibórz.
W trakcie budowy kościoła w latach 90. odkryto Skarb Monet(ekspozycja w Gorzowie WLKP)
Koło bloków Spółdzielni Produkcyjnej "Jedność" pozostałości po poniemieckim cmentarzu.
Niegdyś w lesie w kierunku Banie stacjonowała jednostka wojskowa. Obecnie tylko pozostałości, a na obiektach mieszkalnych znajduje się hufiec OHP. W centrum wioski kapliczka, pod nią zbiornik, prawdopodobnie niegdyś stacja benzynowa. Za czasów niemieckich we wiosce była piekarnia- pozostałości magazyn na wlocie od Myśliborza. Do końca lat 90. składnica drzewa a naprzeciw przepompownia paliw dla pobliskiej Jednostki Wojskowej. We wiosce kiedyś Szkoła Podstawowa klasy 1-3.
We wsi siedzibę ma Straż Pożarna oraz klub piłkarski "Orkan".
W latach 1975–1998 miejscowość administracyjnie należała do województwa gorzowskiego.